# 科斗文
科斗文（かとぶん）は、中国古代の文字であると主張されるもの。「蝌蚪文」とも。
「科斗」はオタマジャクシで、主張者によれば、墨が発明される前、漆で文字を書いたが、漆は粘着力が強いため、等幅の線は書きにくく、文字の線は線頭が大きく、線尾が小さくなって、文字がオタマジャクシに似ることからその名がついたという。その後、周の宣王のとき、太史である籀がこれを変えて大篆をつくったとつたえられる。
この名の文献初出はおそらく偽古文尚書の孔安国序（晋人の偽作か）、また盗が古墳をあばいて古竹簡書（汲冢書）を得たという晋書その他であろう。
科斗文は伝説で、晋代になって生じたのであろうという。